# Acanthurus albipectoralis
Acanthurus albipectoralis és una espècie de peix pertanyent a la família dels acantúrids.

## Descripció
- Pot arribar a fer 33 cm de llargària màxima.
- 8-9 espines i 22-33 radis tous a l'aleta dorsal i 2-3 espines i 18-31 radis tous a l'anal.
- Nombre de vèrtebres: 22.
- El color varia des del gris blavós clar fins al cafè fosc, sense línies blaves.[2][3]

## Alimentació
Menja zooplàncton.

## Hàbitat
És un peix marí, associat als esculls i de clima tropical (19°S-22°S, 157°E-160°E) que viu entre 5 i 20 m de fondària.

## Distribució geogràfica
Es troba al Pacífic occidental: la Gran Barrera de Corall i des del mar del Corall fins a Tonga.

## Observacions
És inofensiu per als humans.